# Доленє (Сежана)
Доленє (словен. Dolenje) — поселення в общині Сежана, Регіон Обално-крашка, Словенія. Висота над рівнем моря: 366 м.